# Grabowo (powiat starogardzki)
Grabowo, (do 2009 Grabowo Bobowskie, kaszb. Grabòwa lub Grabòwò Bòbòwsczé) – wieś kociewska w Polsce położona w województwie pomorskim, w powiecie starogardzkim, w gminie Bobowo.
W latach 1975–1998 miejscowość administracyjnie należała do województwa gdańskiego.
We wsi kościół pw. Objawienia Pańskiego, neogotycki z 1902, z niską wieżą krytą łamanym hełmem ostrosłupowym. Powstał w wyniku dobudowy do XVIII w. świątyni ryglowej, która stanowi obecnie prezbiterium. W wyposażeniu późnorenesansowy ołtarz, rokokowa ambona i baptysterium.